# Усыскин, Лев Борисович
Лев Борисович Усыскин (род. 2 февраля 1965, Ленинград) — русский писатель, эссеист, публицист.
Публикуется как прозаик, публицист и эссеист во многих изданиях: Полит.ру, «Неприкосновенный запас», «Волга», «Новое литературное обозрение», «Отечественные записки», «Урал», «Бельские просторы», «Новая русская книга», «Новый мир», «Знамя», «Октябрь». Автор сборника исторических очерков для школьников «Рассказы о Севере», биографий экономиста Михаила Маневича и мореплавателя Василия Чичагова.

## Биография
Лев Усыскин родился в Ленинграде в семье морского офицера. Дальний родственник физика, стратонавта Ильи Давыдовича Усыскина, племянник Александра Львовича Усыскина, кларнетиста ансамбля «Ленинградский диксиленд». Внучатый племянник химика Этты Абрамовны Блехман. Внучатый племянник контр-адмирала Александра Кузьмича Усыскина. Троюродный племянник одного из руководителей восстания в концлагере Собибор Ефима Литвиновского.
В 1982 году окончил Физико-математическую школу № 30. В 1988 году окончил Московский физико-технический институт. Изучал историю искусств на историческом факультете МГУ. Писать рассказы начал в школе, первые литературные публикации состоялись в 1997 году одновременно в «толстых» литературных журналах «Нева» и «Постскриптум», а также в «глянцевом» журнале «Медведь».
По итогам литературных интернет-конкурсов «Улов — весна 2001» и «Улов — осень 2001» занимал первое место в номинации «Проза».
В 2002 году занял первое место в конкурсе «Тенёта» в номинации «Сборник рассказов».
Финалист и участник итоговых сборников конкурсов «Чудесные истории о деньгах» (2002) и «Мой Петербург» (2003).
Финалист премии им. Юрия Казакова (2007).
Дипломант VI Волошинского конкурса (2008).
Лауреат премии «Вольный стрелок. Серебряная пуля» (2009) в категории «малая прозаическая форма».
Лауреат премии им. О. Генри «Дары Волхвов» (2021) за рассказ «Мнимый лесник или превратности соседства».
Дипломант VI сезона премии им. Бабеля (Одесса) за рассказ «Марки» (2022).
В 2015 году опубликован роман-сказка для подростков «Необычайные похождения с белым котом», над которым писатель работал девять лет. Это большое (30 авторских листов) повествование, написанное в стилистике классической прозы девятнадцатого века. Действие разворачивается в Германии начала шестнадцатого века. В жанровом отношении это своего рода коллаж из волшебной сказки, реалистического исторического романа, сказки о животных. Кроме того, в роман включено большое количество вставных рассказов, стилизованных под средневековую новеллистику.
В январе 2016 года на конвенте фантастики «Басткон» роман «Необычайные похождения с белым котом» награждён премией имени В. Одоевского «за поддержание традиций интеллектуальной фантастики».
В 2020 году опубликовал эротико-мелодраматический роман «Ключ в двери», написанный от лица главного героя — сорокапятилетнего петербургского фрилансера-полукровки, проходящего через экзистенциальный кризис. Действие романа происходит в 2012 году в Петербурге, в одном из эпизодов (посещение дешёвого борделя в Озерках) появляется писатель Владимир Березин. В мае 2023 года «Ключ в двери» был выложен на платформе «Литрес» в формате аудиокниги. Текст читал Никита Елисеев.
В 2017 году сыграл роль второго плана («Таксист») в фильме Кантемира Балагова «Теснота»

## Влияние
По словам Усыскина, на его творчество повлияли рассказы Джерома Сэлинджера и советское кино. Михаил Эдельштейн в качестве достоинства рассказов Усыскина называл «удивительную языковую пластику», а в качестве недостатка — отсутствие отпечатка личности автора. Валерий Шубинский отметил в рассказах Усыскина постмодернистскую игру и стилизацию. Помимо рассказов, Усыскин является автором двух неоконченных романов («неоконченных в смысле как Восьмая симфония Шуберта…, а не как „Тихий Дон“»), киносценариев и множества эссе.

## Книги
- Медицинская сестра Анжела. Рассказы. М.: ОГИ, 2005, ISBN 5-94282-226-3
- Рассказы о Севере. М.: ОГИ, 2008, серия «Ломоносовская библиотека», ISBN 978-5-94282-501-0
- Русские истории. Franc-tireur, 2008 ISBN 978-0-557-00835-3
- …Его досужие вымыслы. Franc-tireur, 2011, ISBN 9780557874934
- Адмирал Василий Чичагов. М.: ОГИ, 2009, серия «Ломоносовская библиотека», ISBN 978-5-94282-583-6
- Время Михаила Маневича. М.: ОГИ, 2012, ISBN 978-5-94282-659-8
- Необычайные похождения с белым котом. СПб.: Литео, 2015 ISBN 978-5-4485-2853-8
- Длинный день после детства. Рассказы и повести. М.: Ридеро, 2018, ISBN 978-5-4490-4972-8
- Чарующий озноб свободы. Рассказы. СПб.: Т8 (серия «Пальмира-проза»), 2020, ISBN 978-5-517-02712-2
- Ключ в двери. М.: Ридеро, 2020, ISBN 978-5-0051-5722-5
- Из рассказов Иоганна Петера Айхернхена. М: Ридеро, 2022, ISBN 978-5-0056-1794-1

## Интервью с Л. Б. Усыскиным
- Никита Елисеев. Разговор с писателем Львом Усыскиным. // Радио "Фонтанный Дом -- 7 октября 2022.
- Вадим Зартайский. Литература — это иррациональный способ познания // Питерbook. — 2000. — Вып. 12.
- Евгения Вежлян. «Программа Книжки» // Литрадио. — 2008.
- Александр Карасёв. Писательство ― не профессия // Литературная Россия. — 2009. — Вып. 24.
- Эргали Гер. Лев Усыскин: не только про «Бабур-Наме» // Хан-Тенгри. — 2021.
- Михаил Эдельштейн. Человеку полезно побывать в меньшинстве. // Лехаим. — 2009
- Валерий Шубинский. Лев Усыскин: «Я должен заниматься тем, что бы переводить на язык русских слов текущую вокруг меня историю...»//Радио "Фонтанный Дом -- 3 апреля 2023.

## В массовой культуре
Коллега Усыскина, Владимир Березин, вписал Льва Борисовича в свой роман «Путевые знаки» «Вселенной Метро 2033», в котором тот появляется в роли камео — профессора с «Техноложки».